# Wegera
Wegera är ett distrikt i Etiopien. Det ligger i den norra delen av landet, 500 km norr om huvudstaden Addis Abeba.